# Stromatium longicorne
Stromatium longicorne là một loài bọ cánh cứng trong họ Cerambycidae.